# رتل ذو أولوية
الرتل ذو الأولوية في علوم الحاسوب هو مفهوم بيانات مجرد تَأخذ فيه عناصر البيانات على في شكل طابور بحسب أولوية كل عنصر، حيث تتقدم العناصر المرتفعة الأولوية على العناصر المنخفضة الأولوية (ومن هنا جائت التسمية). ويُمكن تمثيل طابور الأولوية بعدد من هياكل البيانات منها الكومة.

## التطبيقات

### إدارة عرض النطاق
يثستخدم مفهوم طابور الأولوية في العديد من البروتوكولات الحديثة للشبكات المحلية، وفي إدارة عرض النطاق وغيره من الموارد المحدودة في سياق الشبكات الحاسوبية، حيث ينظم حركة مرور البيانات حسب الأولية، فمثلا يعطي الأولية لحركة بيانات بروتوكول النقل في الوقت الحقيقي أثناء نقل الصوت باستعمال بروتوكول الإنترنت ما يضمن مرورها قبل غيرها بأقل تأخير وأقل احتمالية للرفض.

### محاكاة الأحداث المنفصلة
يدخل مفهوم طابور الأولوية في إدارة الأحداث أقناء إجراء محاكاة أحداث متفرقة، حيث تُرتب الأحداث مع أوقتها حسب الأولوية.

### خوارزمية ديكسترا
يُستخدم مفهوم طابور الأولوية مع خوارزمية ديكسترا لاستخراج أقرب طريق بين نقطتين.

### ترميز هوفمان
يتطلب ترميز هوفمان هوفمان الحصول المتكرر على شجرتين ذات أقل تردد، ولتحقيق ذلك يُمكن استخدام مفهوم الرتل ذي الأولوية كأحد الطرق.

### خوازمية أفضل أول بحث
خوارزميات أفضل أول بحث، مثل خوارزمية البحث بأولوية الأفضل، تجد أقصر مسار بين رأسين أو عقدتين في الرسم البياني الموزون، وتجرب الطرق الواعدة أولاً. ويُستخدم مفهوم الرتل ذو الأولوية أثناء تتبع المسارات لتصنيفها بالأولوية حسب قصرها.

### خوارزمية شبكات الوقت الفعلي مثالية التكيف
تقوم خوارزمية شبكات الوقت الفعلي مثالية التكيف بحساب تقسيم التضاريس المتغير ديناميكيًا، حيث تقوم الخوارزمية بتعيين أولوية لكل مثلث في التضاريس، وتستخدم الخوارزمية طاوبوري أولوية، واحد للمثلثات التي يمكن تقسيمها والآخر للمثلثات التي يمكن دمجها، وتقوم الخوازمية بتقسيم المثلثات عند الحاجة لتفاصيل أكثر، ودمجها عند الحاجة لتفاصيل أقل.

### خوارزمية بريم لشجرة الحد الأدنى الممتدة
باستخدام مفهوم الرتل ذي الأولوية في خوارزمية بريم يمكن العثور على شجرة الحد الأدنى الممتدة للرسم البياني المتصل وغير الموجه.